# Граф Николай Игнатиев (улица в София)
„Граф Николай Игнатиев“, известна също като „Граф Игнатиев“ или само „Графа“, е популярна основна централна улица в София, район „Средец“.
Наречена е на руския дипломат, генерал и министър граф Николай Павлович Игнатиев, изиграл важна роля като посланик на Русия в Цариград за подготовката на Руско-турската война от 1877 – 1878 г. и сключването на Санстефанския договор.
Около Освобождението носи името Самоковска улица, защото в югоизточна посока е продължавала в път до град Самоков.
Разположена е в направление северозапад-югоизток. Започва (като продължение на уличката „Цар Калоян“) от ул. „Граф Пьотър Алабин“ и завършва при моста над Перловска река на двойното кръстовище с бул. „Евлоги и Христо Георгиеви“ (след който продължението е бул. „Драган Цанков“).
По улицата вървят няколко трамвайни маршрута. Тя преминава през площадите „Джузепе Гарибалди“, „Петко Славейков“, „Патриарх Евтимий“, които са сред забележителностите на София.
Пресича се с основни пътища в София като ул. „Г. Раковски“ (при пл. „Петко Славейков“) и на пл. „Патриарх Евтимий“ с булевардите „Васил Левски“ и „Патриарх Евтимий“.
На 26 април 2007 г. Столичният общински съвет взима решение улицата да стане пешеходна зона.

## Обекти
Югозападна страна
- № 2 – къщата на Иван Балабанов, построена през 1914 г. по проект на арх. Никола Лазаров
- № 4 – сградата на Българска банка „Съединение“, превърната след 1947 г. в седалище на Съюза на българските журналисти
- № 58 – сградата на бившия Софийски нотариат (сега е на Софийския градски съд)
- № 62 – сградата на „Булгартабак холдинг“ АД

Североизточна страна
- № 25 – църква „Св. Седмочисленици“, бивша Черна джамия